# Bloudkova velikanka
Il Bloudkova velikanka è un trampolino situato a Planica, in Slovenia, entro il complesso Nordijski center Planica ("Centro nordico Planica").

## Storia

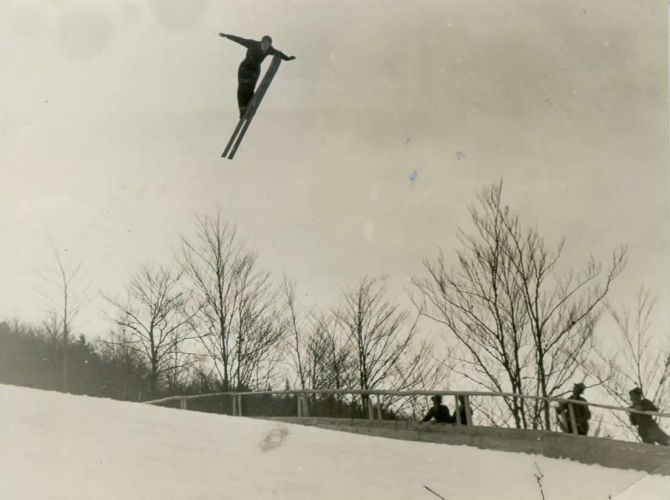
Franc Pribošek in salto nel 1936

Aperto nel 1934, l'impianto faceva parte dello stesso complesso del trampolino normale HS100 Srednija e ha ospitato numerose tappe della Coppa del Mondo di salto con gli sci. I due salti sono stati in seguito smantellati; il trampolino lungo HS140 aveva il punto K a 130 m e il primato di distanza appartiene al giapponese Noriaki Kasai (147,5 m nel 1998).
Al loro posto nel 2012 è stato costruito il nuovo complesso Nordijski center Planica, con due trampolini principali: un HS139 e un HS104.

## Caratteristiche
Il trampolino lungo HS139 ha il punto K a 125 m e il primato ufficiale di distanza appartiene allo sloveno Peter Prevc (142 m nel 2014); nello stesso anno sono stati stabiliti anche il primato ufficioso (149 m), da Anže Lanišek, e quello femminile (135 m), da Sara Takanashi.
Il trampolino normale HS104 ha il punto K a 85 m e il primato ufficiale di distanza appartiene allo sloveno Dejan Judež (106 m nel 2014); nello stesso anno è stato stabilito anche il primato femminile (102,5 m), da Sara Takanashi e Daniela Iraschko.